# Ashley Johnson
Ashley Suzanne Johnson (Camarillo, 9 augustus 1983) is een Amerikaanse actrice, vooral bekend van haar rol als de kleine Chrissy Seaver in de serie Growing Pains, en als de stem van Ellie in het computerspel The Last of Us en The Last of Us Part II. Tevens behoort Johnson sinds 2015 tot de vaste cast van de show Critical Role, waarin zij de rollen van Pike Trickfoot, Yasha Nydoorin en Fearne Calloway vertolkt in respectievelijk seizoen 1, seizoen 2 en seizoen 3.

## Biografie
Johnson werd geboren in Camarillo (Californië) als dochter van Cliff en Nancy Johnson. Toen Ashley 9 dagen oud was verhuisde het gezin naar Michigan. Uiteindelijk ging het gezin in Franklin (Michigan) wonen. Tegenwoordig woont ze in Los Angeles.
Ashley heeft een oudere broer, Chris Johnson en een oudere zus, Haylie Johnson. Beiden zijn acteur en haar moeder Nancy is filmproducent. Ashley komt uit een familie die al generaties lang in de muziekwereld zit. Haar grootmoeder was de pianiste Evelyn Taft, ook bekend onder de naam Evelyn Johnson.

## Acteerloopbaan
| film/serie/game                           | jaar        | rol                      |
| ----------------------------------------- | ----------- | ------------------------ |
| Lionheart                                 | 1990        | Nicole Gaultier          |
| Growing Pains                             | 1990 - 1992 | Chrissy Seaver           |
| The Town That Santa Forgot                | 1993        | Kleindochter (stem)      |
| Men Don't Tell                            | 1993        | Cindy                    |
| In The Shadow's, Someone's Watching       | 1993        | ?                        |
| Phenom                                    | 1993 - 1994 | Mary Margaret Doolan     |
| All-American Girl                         | 1994        | Casey Emmerson           |
| Roseanne                                  | 1995        | Lisa (1 afl.)            |
| Nine Months                               | 1995        | Shannon Dwyer            |
| Maybe This Time                           | 1995        | Grace "Gracie" Wallace   |
| Annie: A Royal Adventure!                 | 1995        | Annie                    |
| Jumanji                                   | 1996 - 1998 | Peter Shepherd (stem)    |
| Moloney                                   | 1997        | Katherine "Kate" Moloney |
| Wings                                     | 1997        | Rebecca                  |
| Kelly Kelly                               | 1998        | Maureen Kelly            |
| Dancer, Texas Pop. 81                     | 1998        | Josie Hemphill           |
| ER                                        | 1998        | Dana Ellis               |
| Marionette                                | 1999        | ?                        |
| Partners                                  | 1999        | Janie                    |
| Anywhere But Here                         | 1999        | Sarah                    |
| Recess                                    | 1997 - 2000 | Gretchen Grundler (stem) |
| The Indescribable Nth                     | 2000        | Doris (stem)             |
| The Growing Pains Movie                   | 2000        | Chrissy Seaver           |
| What Women Want                           | 2000        | Alex Marshall            |
| Recess: School's Out                      | 2001        | Gretchen Grundler (stem) |
| Rustin                                    | 2001        | Lee Wolford              |
| Recess Christmas: Miracle On Third Street | 2001        | Gretchen Grundler (stem) |
| In The Echo                               | 2002        | ?                        |
| Lloyd In Space                            | 2002        | Violet                   |
| Roswell                                   | 2002        | Eileen Burrows           |
| Ally McBeal                               | 2002        | Serena Feldman           |
| Providence                                | 2002        | Daphne Wallace           |
| Touched By An Angel                       | 2002        | Natalie                  |
| The Guardian                              | 2002        | Betsy Fortunato          |
| The Failures                              | 2003        | Lilly Kyle               |
| Kidz History: The Revolutionary War       | 2003        | Kolonist                 |
| Recess: Taking The Fifth Grade            | 2003        | Gretchen Grundler (stem) |
| Recess: All Growed Down                   | 2003        | Gretchen Grundler (stem) |
| Married to the Kellys                     | 2003 - 2004 | Shari                    |
| Killer Diller                             | 2004        | Angie                    |
| King Of The Corner                        | 2004        | Elena Spivak             |
| Growing Pains: Return Of The Seavers      | 2004        | Chrissy Seaver           |
| Nearing Grace                             | 2005        | Merna Ash                |
| Teen Titans                               | 2005        | Terra (stem)             |
| Super Robot Monkey Team Hyperforce Go!    | 2004 - 2005 | Jinmay                   |
| King Of The Hills                         | 2004 - 2005 | Emily                    |
| The Pity Card                             | 2006        | Gretel                   |
| Teen Titans                               | 2006        | Terra (stem)             |
| Lilo & Stitch: The Series                 | 2006        | Gretchen Grundler (stem) |
| Fast Food Nation                          | 2006        | Amber                    |
| Grad Night                                | 2006        | Student                  |
| Monk                                      | 2007        | Susie The Maid           |
| CSI: Crime Scene Investigation            | 2007        | Dreama Little            |
| Heartland                                 | 2007        | Rebecca Colton           |
| The Brothers Solomon                      | 2007        | Patricia                 |
| Otis                                      | 2008        | Riley Lawson             |
| Dirt                                      | 2008        | Sharlee Cates            |
| The Middleman                             | 2008        | Eleanor Draper           |
| Ben 10: Alien Force                       | 2008        | Gwen Tennyson            |
| Columbus Day                              | 2008        | Alana                    |
| Raising The Bar                           | 2008        | Elise Denton             |
| Dollhouse                                 | 2009        | Hayden Leeds             |
| Spread                                    | 2009        | Eva                      |
| Christmas Cupid                           | 2010        | Jenny                    |
| The Avengers                              | 2012        | Beth the Waitress        |
| The Last of Us                            | 2013        | Ellie                    |
| Lego Dimensions                           | 2015        | Terra (stem)             |
| Blindspot                                 | 2015 - 2020 | Patterson                |
| The Last of Us Part II                    | 2020        | Ellie                    |
| The Legend of Vox Machina                 | 2022        | Pike Trickfoot           |
| The Last of Us                            | 2023        | Anna Williams            |

## Prijzen
In 1994 won Ashley de Young Artist Award, dit in de categorie "Best Actress Under Ten In A Television Series or Show". Deze prijs kreeg ze voor haar rol in Phenom. Verder werd ze nog 8 keer genomineerd voor de Young Artist Award en 1 keer voor de Young Star Award.

## Trivia
- Ashley is klassiek geschoold in viool en piano. Daarnaast speelt ze ook gitaar, cello, harmonica en drumt ze.
- Zus Haylie is getrouwd met muzikant Jonny Lang.
- Nog voor haar eenentwintigste had Ashley al in 8 verschillende televisieseries meegespeeld.
- Ashley werd ooit gekroond tot Miss Jr. Michigan.
- Ze heeft Zweeds, Noors, Iers, Schots en Amerikaans bloed. Haar vader was afkomstig uit Zweden.
- Vader Cliff overleed aan kanker in juli 2000.
- Ashley is dol op snowboarden en surfen.

- Bibliothèque nationale de France: cb15005772v (data)
- International Standard Name Identifier: 0000 0001 1459 1516
- Library of Congress Control Number: no2004086247
- MusicBrainz: 9df2465a-62a0-40dd-91db-f99558912858
- Nationale Bibliotheek van Israël: 987007440322505171
- Système universitaire de documentation: 267319037
- Virtual International Authority File: 166209497
- WorldCat: E39PBJkHkCVTtwbJ66G869Tfv3